# 赫里斯托·茲拉丁斯基
赫里斯托·茲拉丁斯基（1985年1月22日—）是一位保加利亞足球運動員。在場上的位置是中場。他現在效力於保加利亞足球甲級聯賽球隊拉茲格勒盧多戈雷茨足球俱樂部。他也代表保加利亞國家足球隊參賽。